# Kakodil
Kakodil, dikakodil, tetrametildiarzin, alkarzin ali manjši del »Cadetove kadeče se tekočine«  je organska arzenova spojina s formulo (CH3)2As—As(CH3)2. Spojina je strupena oljnata tekočina z vonjem po česnu. Na suhem zraku se spontano vžge.
Kakodil je prvi sintetiziral francoski kemik Louis Claude Cadet de Gassicourt leta 1760 kot prvo organokovinsko spojino. Spojino sta sistematično raziskala Edward Frankland in  Robert Bunsen.

## Priprava
Kakodil oksid se pripravi z reakcijo kalijevega acetata z arzenovim trioksidom.
4 CH3CO2K + As2O3 → As2(CH3)4 + 2 K2CO3 + 2 CO2
Z redukcijo ali disproporcionacijo nastalega produkta nastane zmes metiliranih arzenovih spojin.
Mnoga boljša je sinteza iz dimetil arzin klorida in dimetil arzina.
As(CH3)2Cl + As(CH3)2H → As2(CH3)4 + HCl

## Zgodovina
Ime kakodil (iz grškega κακώδης  [kakódes] – smrdljiv
) si je za radikal (CH3)2As- izmislil  Jöns Jacob Berzelius. 
Spojino, ki se uvršča med prve odkrite organokovinske spojine,  sta podrobno raziskala Edward Frankland in Robert Bunsen. Pridobivala sta jo z destilacijo arzena s kalijevim acetatom. Raziskave kakodila so privedle do domneve o metilnih radikalih. 
Bunsen je kakodil takole opisal:  »Vonj te spojine v trenutku povzroči  ščemenje v rokah in nogah  in celo vrtoglavico in neobčutljivost. Zanimivo je, da se vsem, ki so bili izpostavljeni vonju te spojine, jezik prekrije s črno prevleko, četudi njeni drugi škodljivi učinki niso opazni«.

## Uporaba
Kakodil se je uporabljal predvsem za dokazovanje Berzeliusove teorije o prostih radikalih, kar je sprožilo njegovo uporabo v številnih raziskovalnih laboratorijih. Po potrditvi Berzeliusove teorije se je zaradi toksičnosti in neprijetnega vonja zanimanje zanj zmanjšalo. V prvi svetovni vojni so ga nameravali uporabiti kot bojni plin, vendar ga niso nikoli uporabili. Anorganski kemiki so kasneje ugotovili njegovo uporabnost kot liganda za prehodne kovine.